# Prefettura autonoma zhuang e miao di Wenshan
La prefettura autonoma zhuang e miao di Wenshan (in cinese: 文山壮族苗族自治州, pinyin: Wénshān Zhuàngzú Miáozú Zìzhìzhōu) è una prefettura autonoma della provincia dello Yunnan, in Cina.

## Suddivisioni amministrative
- Wenshan
- Contea di Yanshan
- Contea di Xichou
- Contea di Malipo
- Contea di Maguan
- Contea di Qiubei
- Contea di Guangnan
- Contea di Funing